# Mamady Diarra
Mamady Diarra (Bamako, 26 de junio del 2000) es un futbolista maliense que juega como extremo izquierdo en el Cádiz CF Mirandilla de la Segunda Federación.

## Trayectoria
Nacido en Bamako, capital maliense, comienza su carrera en el Yeelen Olympique de su país natal. El 2 de mayo de 2019 se oficializa su incorporación al Cádiz CF para jugar en su filial en la Segunda División B, debutando el 1 de septiembre al entrar como suplente en los minutos finales de una derrota por 2-1 frente al Yeclano Deportivo. Su primer gol llega el 27 de febrero de 2022 en una victoria por 1-0 frente a la UD Las Palmas Atlético en la Segunda Federación.
Logra debutar con el primer equipo el 14 de agosto de 2022 al entrar como suplente en los últimos compases de una derrota por 1-0 frente a la Real Sociedad en la Primera División.

## Clubes
Actualizado al último partido disputado el 4 de septiembre de 2022.
| Club                | País   | Año       | Partidos | Goles |
| ------------------- | ------ | --------- | -------- | ----- |
| Cádiz CF Mirandilla | España | 2019-act. | 62       | 1     |
| Cádiz CF            | España | 2022-act. | 2        | 0     |